# Maria Diomira del Verbo Incarnato
Maria Teresa Serri, in religione Maria Diomira dal Verbo Incarnato (Genova, 23 febbraio 1708 – Fanano, 14 gennaio 1768), è stata una religiosa italiana, monaca cappuccina e badessa del monastero Fanano (Modena).

## Biografia
La Venerabile Suor Maria Diomira dal Verbo Incarnato nasce a Genova il 23 febbraio 1708, da Hans Schwery di Naters e di Thérèse Curty di Friburgo. Il suo Padre, Hans, che si faceva chiamare Giovanni Serri era Guardia Svizzera al servizio del granducato di Toscana. Mara Teresa, Dopo un soggiorno a Friburgo, in Svizzera, terra d'origine di sua madre fu la sua prima comunione nella Chiesa di S. Maurice di Friburgo, il giorno di Pasqua 1717.
Fu educata presso le monache Benedettine di Pisa, città dove la sua famiglia si era trasferita. Si dedicò fin da ragazza all'assistenza di ammalati e moribondi.
Si sottopose a grandi mortificazioni della carne e secondo la tradizione ebbe le stimmate che si sarebbero manifestate in lei per la prima volta all'età di 22 anni, mentre si accostava all'eucaristia nella chiesa dei Cavalieri di Pisa.
Fu incerta se accettare l'invito delle cappuccine di Città di Castello, ma poi decise sempre per le cappuccine di Fanano, sulla montagna modenese, in una struttura da secoli collegata con l'abbazia di Nonantola. Fu ammessa a Fanano il 5 ottobre 1730, vesti l'abito religioso il 1º novembre 1730.
Tre anni più tardi, nel 1733, pronunciò i voti e assunse il nome di suor Maria Diomira del Verbo Incarnato. Come grazie chiese al Signore di poter liberare le anime del purgatorio. Ascolto la sua richiesta e permetta a numerose anime di essere liberate dal purgatorio, per la maggior parte appartenente all'ordine di San Francesco e per il resto delle persone comune di cui la Gran Duchessa Violante Beatrice di Baviera.
Fu scelta dalle consorelle come badessa, ruolo che svolse per molti anni non senza contrasti con le autorità ecclesiastiche verso le quali suor Diomira mantenne sempre un atteggiamento di disciplina e obbedienza.
Suor Maria Diomira del Verbo Incarnato spira il 14 gennaio 1768 dicendo: "No, non mi sazio né mai mi sazierò di fissare gli occhi su Gesù. Quanto benedico quelle poche fatiche sofferte per amore Suo".
Le ferite impresse nella sua carne ricompaiono subito dopo la sua morte. Le Sorelle e i fedeli convenuti da tutto il Frignano per vedere "la santa" hanno viste, rutilanti di sangue. Per la sua intercessione si ottengono grazie e guarigioni, soprattutto a favore delle madri gestanti, lattanti o puerpere.
Il 21 dicembre 1901 papa Leone XIII ne aprì il processo di beatificazione presso la Congregazione delle Cause dei Santi, dichiarandola venerabile.